# ادر دیز
ادر دیز (انگلیسی: Éder Díez؛ زادهٔ ۱۵ ژوئیهٔ ۱۹۸۷) بازیکن فوتبال اهل اسپانیا است.
از باشگاه‌هایی که در آن بازی کرده‌است می‌توان به باشگاه فوتبال مافرا، باشگاه فوتبال وارزیم، گروه ورزشی شاوش، باشگاه فوتبال اسپورتینگ کوویلیا، و باشگاه فوتبال اتلتیک بیلبائو بی اشاره کرد.